# Carina Axelsson
Carina, Princesa de Sayn-Wittgenstein-Berleburg (Santa Cruz, 5 de agosto de 1968), es una aristócrata, ex modelo y escritora sueca.

## Biografía
Nació en Estados Unidos de padre sueco y madre mexicana. Desde su matrimonio se convirtió en Alteza y consorte del príncipe Gustavo, VII Príncipe de Sayn-Wittgenstein-Berleburg, por lo que forma parte de la extensa familia real danesa. Es nuera de la princesa Benedicta de Dinamarca y se le considera miembro de la extendida familia real danesa.
Conocida sobre todo por la serie de detectives de moda para adolescentes Model Undercover (Modelo encubierta)y por los libros Nigel of Hyde Park y Royal Rebel (Rebelde real). 
Como modelo, apareció en las portadas de Madame Figaro, Elle y Vogue Patterns en la década de los 1990. Apareció en las ediciones de agosto y septiembre de 1991 de la versión estadounidense de Vogue, fotografiada por Robert Diadul en agosto y Angel Morale en septiembre.En la edición de diciembre de 1992 de Vogue Italia, apareció en 10 páginas como Bianca Jagger, fotografiada por la alemana Ellen von Unwerth.También apareció en Vogue Italia en ediciones posteriores, como la de febrero de 1993, de nuevo fotografiada por von Unwerth, y en 1995.Apareció en la portada de julio de 1993 de la revista francesa Madame Figaro, en la portada de septiembre de 1993 de la edición alemana de la revista Elle, y en la edición de enero/febrero de 1994 de la revista Vogue Patterns.
Desde Nueva York, Carina Axelsson se trasladó a París, donde estudió arte y escribió e ilustró su primer libro, un álbum ilustrado para niños (Nigel of Hyde Park, 2004, Assouline).Continuó en el mundo de la moda con un breve periodo trabajando como asistente personal del diseñador de moda John Galliano. Sus experiencias en el mundo de la moda, junto con su amor por Scooby-Doo y Agatha Christie, la inspiraron para escribir la serie de libros Model Undercover (Modelo encubierta).Carina Axelsson anunció la serie en un artículo de 2014 para The Children's Book Review, y el libro salió a la venta ese mismo año. Clare O'Beara, de Fresh Fiction, declaró que "su serie de misterio es una ganadora en lo que a mí respecta".

## Obras

#### Serie Nigel of Hyde Park
- Nigel of Hyde Park. Assouline. 2004
- Nigel von Hyde Park. Knesebeck. 2005

#### Serie Model Undercover
- Model Undercover: A Crime of Fashion. Usborne Publishing. 2014
- Model Undercover: Stolen with Style. Usborne Publishing. 2014.
- Model Undercover: Deadly by Design. Usborne Publishing. 2015.
- Model Undercover: Dressed to Kill. Usborne Publishing.  2016

#### Serie Royal Rebel
- Royal Rebel. Usborne Publishing. 2018
- Royal Rebel: Designer. Usborne Publishing. 2019
- Royal Rebel: Stylist. Usborne Publishing. 2019.

### Filmografía
1992 Inferno Party guest. Ellen von Unwerth. 